# Uberto Foglietta
Pour les articles homonymes, voir Foglietta.
Uberto Foglietta (né en 1518 à Gênes et mort le 5 septembre 1581) est un écrivain et historien italien du XVIe siècle. Uberto Foglietta passe pour être l'un des meilleurs écrivains de langue latine modernes.
L'imprimeur Henri Estienne a réfuté sa thèse de l’invincibilité des Turcs dans ses discours adressés à l'empereur Rodolphe II (1594).

## Biographie
Uberto Foglietta naquit à Gênes en 1518 d’une noble et ancienne famille.
Après avoir achevé l’étude des belles-lettres, il avait commencé celle de la jurisprudence, lorsque des malheurs de fortune arrivés à sa famille l’interrompirent et le forcèrent de faire différents voyages. Ses affaires s’étant un peu rétablies, tandis qu’il était à Rome, il alla reprendre cette étude à Pérouse, y passa plusieurs années et retourna ensuite à Rome. Il y était en 1553 et il prononça devant le nouveau pape Jules III une harangue latine qu’il fit imprimer la même année, avec une longue et fort belle lettre adressée au cardinal Roberto de' Nobili, sur la meilleure méthode à suivre dans les études.
Il publia aussi à Rome, en 1555, son ouvrage De philosophiæ et juris civilis inter se comparatione, divisé en trois livres, écrit en forme de dialogue, avec autant de force que d’élégance ; il y donne l’avantage à la science des lois sur la philosophie, et se déclare même contre cette dernière avec une véhémence qu’il se reprocha ensuite dans un autre de ses ouvrages, lorsque le progrès de l’âge lui eut fait voir les choses sous de plus justes rapports.
Ce fut encore à Rome qu'en 1559 il fit paraître en italien, chez Blado, ses deux livres Della republica di Genova, qui furent cause de sa disgrâce. Niceron et d’autres ont écrit qu’il était alors dans sa patrie, qu’il fut obligé de la quitter et envoyé en exil. Mais Tiraboschi a fort bien prouvé que Foglietta était à Rome quand cet ouvrage y parut, et qu’il fut condamné à Gênes comme rebelle, en son absence. La liberté avec laquelle il s’exprime dans cet ouvrage sur l’excès du pouvoir des nobles, quoiqu’il fût lui-même de cet ordre, et sur les abus et le détriment qui en résultaient pour la République, mit en fureur toute l’aristocratie génoise, qui fit prononcer contre lui une sentence d’exil. Il parait qu’outre le bannissement, il fut dépouillé de ce qu’il avait pu recouvrer de sa fortune, et que ses biens furent confisqués.
Il trouva dans le cardinal Hippolyte d'Este un généreux protecteur qui le recueillit à Rome dans sa maison et lui fournit les moyens d’y exister commodément. Foglietta entreprit alors une histoire générale de son temps, qu’il commençait à la guerre de Charles Quint contre la ligue protestante. Il était déjà fort avancé, lorsqu’il apprit que quelqu’un s’était procuré une copie de la partie de cette histoire dans laquelle il racontait la conjuration de Jean-Louis de Fiesque, le meurtre de Pierre-Louis Farnèse et la sédition de Naples, trois événements arrivés la même année 1547, et qu’on se préparait à publier cette partie intéressante de son travail : il prit les devants et fit paraitre lui-même, en 1571, ces trois fragments. Ils ont été réimprimés plusieurs fois et recueillis ensuite par Grævius dans son Thesaurus antiq. et histor. Ital. avec plusieurs autres opuscules de l’auteur, dont quelques-uns devaient faire partie de la même histoire, comme les quatre livres De sacro fœdere in Selimum, les fragments intitulés De expeditione in Tripolim, De expeditione pro Orano et in Pignonium, De expeditione Tunetana, De obsidione Melitensi, et d’autres sur divers sujets, tels que De ratione scribendæ historiæ, De causis magnitudinis Turcarum imperii, De laudibus urbis Neapolis, De nonnullis in quibus Plato ab Aristotele reprehenditur, etc.
La rigueur qu’on avait exercée contre lui à Gênes n’éteignit point dans son cœur l’amour de la patrie : il consacra deux monuments à sa gloire ; le premier parut sous ce titre : Clarorum Ligurum elogia, Rome, 1572, réimprimé et augmenté 1577 ; le second et le plus important est son Histoire de Gênes, Historia Genuensium ; il y consacra les six ou sept dernières années de sa vie, et arriva jusqu’à la fin du douzième livre. Il y conduit le lecteur depuis la fondation de la ville de Gênes jusqu’à l’année 1527. Comme tous ses autres ouvrages, cette histoire est écrite avec beaucoup d’élégance et de force ; la mort l’empêcha cependant d’y mettre la dernière main : on s’aperçoit surtout aux transitions d’une année à l’autre, qui sont négligées et souvent uniformes. Elle a été traduite en italien par Francesco Serdonati, Gènes, 1597, in-fol. Il mourut en 1581, âgé de 63 ans. Paolo Foglietta, son frère, publia cette histoire en 1585, et y ajouta par supplément les événements publics de l’année 1528, fragment qui lui avait été donné par un de ses amis, dit-il dans sa préface, et dont il ignorait l’auteur ; mais on a reconnu depuis que ce fragment était tiré d’une Histoire de Gênes par Jacopo Bonfadio, écrite avant celle de Foglietta, mais qui était encore inédite. On voit qu’à l'exceptions de son ouvrage sur la République de Gênes, qui fut cause de son bannissement, tous ceux de cet auteur sont écrits en latin. C’est un des écrivains italiens qui approcha le plus, dans ce beau siècle, de l’éloquence et de la pureté des auteurs siècle d’Auguste. Un de ses écrits où ces qualités brillent éminemment est celui dont la langue latine même est le sujet, et qui est intitulé De linguæ latinæ usu et præstantia, Rome, 1574, in-8° ; réimprimé à Hambourg, 1723. Il y traite, dans la forme du dialogue, la question de savoir s'il convenait ou non aux Italiens modernes d'écrire en latin. Il met dans la bouche d’un de ses interlocuteurs toutes les objections qu’on opposait dès lors à cet usage, et qu’on a rebattues depuis comme si elles étaient nouvelles ; et il les réfute victorieusement, autant par la solidité de ses raisons que par l’élégance même de son style. Il suffit de lire Sannazar, Vida, Fracastor, Foglietta lui-même et plusieurs autres auteurs italiens du XVIe siècle pour être de son avis ; mais il est peut-être vrai de dire que cette question, qui est encore douteuse chez la plupart des nations de l’Europe, ne pouvait être décidée affirmativement qu’en Italie.

## Œuvres
- Historia Genuensium: libri XII, Gênes, Girolamo Bartoli, 1585 (lire en ligne) ;
- Clarorum Ligurum Elogia, Rome, ap. heredes Ant. Bladii, 1572 (réimpr. 1577) (lire en ligne) ;
- De Caussis magnitudinis Turcarum imperii, Nüremberg, Hofmann, 1592 (réimpr. 1594, 1595, 1599) ;
- De linguæ latinæ usu et præstantia libri tres, Rome, Josephus de Angelis, 1574 (réimpr. 1723) (lire en ligne).